# 1819
Промислова революція •  Російська імперія • Боротьба країн Латинської Америки за незалежність

## Геополітична ситуація
У Росії царює імператор Олександр I (до 1825). Російській імперії належить більша частина України, значна частина Польщі, Грузія, частина Закавказзя, Фінляндія. Україну розділено між двома державами — Королівство Галичини та Володимирії належить Австрії, Правобережжя, Лівобережжя та Крим — Російській імперії. Задунайська Січ існує під протекторатом Османської імперії.
В Османській імперії править султан Махмуд II (до 1839). Під владою османів перебувають Близький Схід та Єгипет, Середземноморське узбережжя Північної Африки, частина Закавказзя, значні території в Європі: Греція, Болгарія і Сербія. Васалами османів є Волощина та Молдова.
Австрійську імперію очолює Франц II (до 1835). Вона охоплює, крім власне австрійських земель, Угорщину з Хорватією, Трансильванію, Богемію, Північну Італію. Король Пруссії — Фрідріх-Вільгельм III (до 1840). Баварське королівство очолює Максиміліан I (до 1825). Австрія, Пруссія, Баварія та інші німецькомовні держави об'єднані в Німецький союз.
У Франції править Людовик XVIII (до 1824). Франція має колонії в Карибському басейні, Південній Америці та Індії. На троні Іспанії сидить Фернандо VII (до 1833). Королівству Іспанія належать Нова Іспанія, Віцекоролівство Перу, Внутрішні провінції в Америці, Філіппіни. Повсюди в Латинській Америці триває національно-визвольна боротьба. Об'єднані провінції Ріо-де-ла-Плати, Велика Колумбія та Чилі проголосили незалежність від іспанської корони. У Португалії королює Жуан VI (до 1826). Португалія має володіння в Бразилії, в Африці, в Індії, в Індійському океані й Індонезії.
На троні Великої Британії сидить Георг III (до 1820). Через психічну хворобу короля, триває Епоха Регентства. Британія має колонії в Північній Америці, на Карибах та в Індії. Королівство Нідерланди очолює Віллем I (до 1840). Король Данії та Норвегії — Фредерік VII (до 1863), на шведському троні сидить Карл XIV Юхан Бернадот (до 1844). Італія розділена між Австрією та Королівством Обох Сицилій. Існує Папська держава з центром у Римі.
Сполучені Штати Америки займають територію частини колишніх британських колоній та купленої у Франції Луїзіани. Посаду президента США обіймає Джеймс Монро. Територія на півночі північноамериканського континенту належить Великій Британії, вона розділена на Нижню Канаду та Верхню Канаду, територія на півдні та заході континенту належить Іспанії.
В Ірані при владі Каджари. Британська Ост-Індійська компанія захопила контроль майже над усім Індостаном. У Пенджабі існує Сикхська держава. У Бірмі править династія Конбаун, у В'єтнамі — династія Нгуєн. У Китаї володарює Династія Цін. В Японії триває період Едо.

## Події

### В Україні
- Спалахнуло і було придушене Чугуївське повстання у військових поселеннях.
- Засновано Київську духовну академію, що замінила Києво-Могилянську академію, скасовану в у 1817-му.
- Закрився «Український вісник».
- Іван Котляревський написав п'єси «Москаль-чарівник» та «Наталка Полтавка».

### У світі
- 29 січня Стемфорд Рафлз висадився на острові Сингапур.
- 22 лотого за договором Адамса — Оніса Іспанія поступилася США Флоридою.
- 7 квітня в Ліфляндській губернії скасовано кріпацтво.
- 22 травня засновано місто Мемфіс, Теннессі.
- 7 серпня сили Сімона Болівара здобули перемогу над військом іспанських роялістів у битві при Бояці.
- 16 серпня в Манчестері, Англія, відбулася бійня, що отримала назву Пітерлоо — кавалерія врізалась у натовп протестантів, загинуло 15 людей, поранено понад 600.
- 20 вересня у Німецькому Союзі опубліковано Карлсбадські укази, метою яких було придушення революційних та націоналістичних рухів.
- 2 листопада Баджідо став правителем Бірми.
- 17 грудня утворено республіку (Велика) Колумбія в Південній Америці.

### Наука
- П'єр Дюлонг і Алексіс Пті відкрили закон Дюлонга-Пті.
- Йоганн Франц Енке розрахував орбіту комети Енке.
- Експедиція Вільям Паррі просунулася на рекордну віддаль на захід у Північно-Західному проході.

### Культура
- Томас Джефферсон заснував Університет Вірджинії.
- Вальтер Скотт написав історичний роман «Айвенго», опублікував «Ліверморську наречену» та «Легенду про Монтроза».
- Ернст Теодор Амадей Гофман опублікував сатиричний роман «Життєва філософія кота Мура».
- Побачив роман Джона Полідорі «Вампір».
- Вашингтон Ірвінг видав збірку оповідань, серед яких «Ріп ван Вінкль» та «Легенда про Сонну Балку».
- У Мадриді відкрився музей Прадо.
- Скабрезні артефакти, знайдені під час розкопок Помпеї, королівським наказом поміщено в Таємний музей.

## Народились
Дивись також Категорія:Народились 1819
- 31 березня — Хлодвіг Карл Гогенлое, німецький політичний діяч, рейхсканцлер Німеччини і міністр-президент Прусії (1894—1900)
- 24 травня — Вікторія I, королева Великої Британії, правління якої було найтривалішим в історії Британії і стало символом цілої епохи
- 31 травня — Волт Вітмен, американський поет
- 5 червня — Джон Кауч Адамс, англійський астроном і математик
- 10 червня — Жан Дезіре Гюстав Курбе, французький живописець
- 20 червня — Жак Оффенбах (Жакоб Еберст), французький композитор, основоположник класичної оперети
- 26 червня — Ебнер Даблдей, американський генерал
- 1 серпня — Герман Мелвілл, американський письменник
- 13 серпня — Джордж Габриель Стокс, ірландський математик і фізик.
- 8 серпня — (за іншими даними 7 серпня) Куліш Пантелеймон Олександрович, український поет, письменник, історик
- 9 серпня — Вільям Томас Грін Мортон, американський стоматолог; першим успішно застосував ефір як анестетик (1846)
- 25 серпня — Алан Пінкертон, американський слідчий, засновник першого у світі приватного детективного агентства
- 18 вересня — Жан Бернар Леон Фуко, французький фізик

## Померли
Дивись також Категорія:Померли 1819